# Abismo de pasión
Abismo de pasión es una telenovela mexicana producida por Angelli Nesma para Televisa, adaptación de la telenovela de 1996 Cañaveral de pasiones del argumento original de Caridad Bravo Adams basándose en la adaptación para la televisión de María del Carmen Peña y José Antonio Olvera.
Está protagonizada por Angelique Boyer y David Zepeda; y con las participaciones antagónicas de Sabine Moussier, Blanca Guerra, Altair Jarabo, Salvador Zerboni e Isabella Camil. Cuenta con las actuaciones estelares de Mark Tacher, Livia Brito, Eugenia Cauduro, René Casados y la primera actriz Raquel Olmedo; además de la actuación especial de Ludwika Paleta y César Évora.

## Argumento
Augusto Castañón está casado con Estefanía Bouvier y junto a su hija, Elisa forman una familia feliz, con ellos vive Carmina, la hermana mayor de Estefanía, a quien envidia por estar casada con el hombre que ella siempre ha amado. Por otra parte, Rosendo Arango junto a su esposa Alfonsina Mondragón y el hijo de ambos, Damián sostiene un matrimonio tenso y de constantes roces, por lo que Rosendo frecuenta con su amante que resulta ser Carmina.
Rosendo ya no soporta la vida de tapujos al lado de Alfonsina; es cuando Carmina lo convence que huyan juntos, él acepta y hacen planes para reunirse esa noche. Estefanía se entera de los planes de su hermana y para evitar que cometa adulterio, impide que Carmina acuda a la cita y es ella quien va en su lugar para convencer a Rosendo, entonces sucede un accidente y posteriormente mueren ambos. Carmina decide usar la muerte de su hermana y quedar Estefanía como la amante de Rosendo, esto destroza a Augusto y enfurece a Alfonsina que al convertirse en el blanco de chismes en el pueblo vuelca todo su odio contra Elisa y decide alejar a su hijo mandándolo a estudiar a Italia.
Pasan diez años y Elisa ahora es una hermosa mujer. Ella ha crecido junto a Paloma y Gael, quien se enamora de ella, pero Paloma se enamora de él, por lo que Elisa se aleja de él para no lastimar a su amiga. A pesar de los años la gente de Mérida todavía calumnia y tacha a Elisa de mujer fácil igual que lo fuera por su madre, detrás de todos los ataques está Alfonsina quien es la que de verdad se ha encargado de ensuciar la memoria de Estefanía. Mientras, Augusto, ahora casado con Carmina es manipulado, cree que Elisa es hija de Rosendo Arango. A su vez, Damián regresa al pueblo convertido en un profesional y comprometido con Florencia Landucci, una muchacha bonita pero interesada y frívola. Cuando Elisa y Damián se reencuentran renace el amor que había comenzado desde niños, pero la amargura de Alfonsina y Augusto, los celos de Gael y Florencia y los engaños de Carmina y Gabino, el capataz de la hacienda Arango se encargarán de destiñar la felicidad.

## Elenco

### Elenco central
- Angelique Boyer - Elisa Castañón Bouvier de Arango
- David Zepeda - Damián Arango Mondragón
- Sabine Moussier - Carmina Bouvier de Castañón
- Blanca Guerra - Alfonsina Mondragón Vda. de Arango
- Alejandro Camacho - Augusto Castañón
- Salvador Zerboni - Gabino Mendoza

### Elenco principal
- Mark Tacher - Gael Mondragón / Gael Arango Navarro
- Livia Brito - Paloma González de Arango
- René Casados - Padre Guadalupe «Lupe» Mondragón
- Raquel Olmedo - Ramona González
- Eugenia Cauduro - Dolores «Lolita» Martínez
- Eric del Castillo - Lucio «Nino» Elizondo
- Dacia González - Blanca «Nina» Muriel de Elizondo
- Altaír Jarabo - Florencia Landucci Cantú
- Ricardo Dalmacci - Güido Landucci
- Sergio Mayer - Paolo Landucci
- Isabella Camil - Ingrid Navarro
- Esmeralda Pimentel - Kenia Jasso Navarro
- Alexis Ayala - Dr. Edmundo Tovar
- Nailea Norvind - Begoña de Tovar
- Alberto Agnesi - Enrique Tovar
- Jade Fraser - Sabrina Tovar
- Francisco Gattorno - Braulio Chirinos
- Vanessa Arias - Antonia «Toña» de Chirinos
- Adriano Zendejas - Vicente Chirinos / Vicente Mendoza
- Armando Araiza - Horacio Ramírez
- Isaura Espinoza - Maru

### Elenco secundario
- Maricarmen Vela - Eduviges Beltrán
- Lourdes Munguía - Carolina «Carito» Meraz
- Gustavo Rojo - Obispo
- Polly - Amiga de Alfonsina
- Alejandro Ávila - Doctor Manrique

### Participaciones especiales
- Ludwika Paleta - Estefanía Bouvier de Castañón
- César Évora - Rosendo Arango
- Briggitte Bozzo - Elisa Castañón Bouvier (niña)
- Robin Vega - Damián Arango Mondragón (niño)
- Diego Velázquez - Gael Mondragón (niño)
- Marilyz León - Paloma González (niña)
- África Zavala - Remedios González[2]

## DVD
El Grupo Televisa lanza a la venta en formato DVD sus novelas.

## Premios y nominaciones
| Año  | Ceremonia                 | Categoría                   | Nominados                                            | Resultados |
| ---- | ------------------------- | --------------------------- | ---------------------------------------------------- | ---------- |
| 2012 | Kids Choice Awards México | Actriz favorita             | Angelique Boyer                                      | Nominada   |
| 2012 | Premios Juventud          | Chica que me quita el sueño | Angelique Boyer                                      | Nominada   |
| 2012 | People en Español         | Mejor actriz                | Angelique Boyer                                      | Nominada   |
| 2012 | People en Español         | Mejor actor                 | David Zepeda                                         | Nominado   |
| 2012 | People en Español         | Mejor actriz secundaria     | Blanca Guerra                                        | Nominada   |
| 2012 | People en Español         | Mejor actor secundario      | Mark Tacher                                          | Nominado   |
| 2012 | People en Español         | Mejor villano               | Sergio Mayer                                         | Nominado   |
| 2012 | People en Español         | Mejor villana               | Sabine Moussier                                      | Nominada   |
| 2012 | People en Español         | Pareja del año              | Angelique Boyer y David Zepeda                       | Nominados  |
| 2012 | Premios Bravo             | Mejor telenovela            | Angelli Nesma                                        | Ganadora   |
| 2012 | Premios Bravo             | Mejor actriz protagónica    | Angelique Boyer                                      | Ganadora   |
| 2012 | Premios Bravo             | Mejor actor protagónico     | David Zepeda                                         | Ganador    |
| 2012 | Premios Bravo             | Mejor actriz antagónica     | Sabine Moussier                                      | Ganadora   |
| 2012 | Premios Bravo             | Mejor primer actor          | Alejandro Camacho                                    | Ganador    |
| 2012 | Premios Bravo             | Mejor revelación femenina   | Esmeralda Pimentel                                   | Ganadora   |
| 2012 | Premios Bravo             | Mejor revelación masculina  | Alberto Agnesi                                       | Ganador    |
| 2012 | Premios Bravo             | Mejor actriz infantil       | Brigitte Bozzo                                       | Ganadora   |
| 2012 | Premios Bravo             | Mejor actor infantil        | Robin Vega                                           | Ganador    |
| 2013 | Premios TVyNovelas        | Mejor telenovela            | Mejor telenovela                                     | Nominada   |
| 2013 | Premios TVyNovelas        | Mejor guion o adaptación    | Mejor guion o adaptación                             | Nominado   |
| 2013 | Premios TVyNovelas        | Mejor actriz protagónica    | Angelique Boyer                                      | Nominada   |
| 2013 | Premios TVyNovelas        | Mejor actor protagónico     | David Zepeda                                         | Ganador    |
| 2013 | Premios TVyNovelas        | Mejor actriz antagónica     | Sabine Moussier                                      | Nominada   |
| 2013 | Premios TVyNovelas        | Mejor actor antagónico      | Salvador Zerboni                                     | Nominado   |
| 2013 | Premios TVyNovelas        | Mejor primera actriz        | Blanca Guerra                                        | Ganadora   |
| 2013 | Premios TVyNovelas        | Mejor primer actor          | Alejandro Camacho                                    | Ganador    |
| 2013 | Premios TVyNovelas        | Mejor actor coestelar       | Francisco Gattorno                                   | Nominado   |
| 2013 | Premios TVyNovelas        | Mejor actriz coestelar      | Eugenia Cauduro                                      | Nominada   |
| 2013 | Premios TVyNovelas        | Mejor actriz de reparto     | Raquel Olmedo                                        | Ganadora   |
| 2013 | Premios TVyNovelas        | Mejor primera actriz        | Raquel Olmedo                                        | Nominada   |
| 2013 | Premios TVyNovelas        | Mejor actor de reparto      | Eric del Castillo                                    | Nominado   |
| 2013 | Premios TVyNovelas        | Mejor actriz juvenil        | Livia Brito                                          | Ganadora   |
| 2013 | Premios TVyNovelas        | Mejor revelación femenina   | Esmeralda Pimentel                                   | Nominada   |
| 2013 | Premios TVyNovelas        | Mejor revelación masculina  | Alberto Agnesi                                       | Nominado   |
| 2013 | Premios TVyNovelas        | Mejor dirección de escena   | Sergio Cataño Claudio Reyes Rubio                    | Nominada   |
| 2013 | Premios TVyNovelas        | Mejor tema musical          | "Solo un suspiro", por Alejandra Orozco y Óscar Cruz | Ganador    |
| 2013 | Premios Bravo             | Mejor telenovela            | Angelli Nesma                                        | Ganadora   |
| 2013 | Premios Bravo             | Mejor actriz protagónica    | Angelique Boyer                                      | Ganadora   |
| 2013 | Premios Bravo             | Mejor actor protagónico     | David Zepeda                                         | Ganador    |
| 2013 | Premios Bravo             | Mejor actriz antagónica     | Sabine Moussier                                      | Ganadora   |
| 2013 | Premios Bravo             | Mejor primer actor          | Alejandro Camacho                                    | Ganador    |
| 2013 | Premios Bravo             | Mejor revelación femenina   | Esmeralda Pimentel                                   | Ganadora   |
| 2013 | Premios Bravo             | Mejor revelación masculina  | Alberto Agnesi                                       | Ganador    |
| 2013 | Premios Bravo             | Mejor actriz infantil       | Brigitte Bozzo                                       | Ganadora   |
| 2013 | Premios Bravo             | Mejor actor infantil        | Robin Vega                                           | Ganador    |